# Via Wolf
Via Wolf (in sloveno Wolfova ulica) è una strada situata nel centro di Lubiana, la capitale della Slovenia.

## Storia
Inizialmente intitolata via Teatro, nel 1892 su decisione del sindaco Ivan Hribar la strada venne intitolata al vescovo Anton Aloys Wolf. Dal 2007 a seguito del rifacimento del manto stradale è diventata una strada pedonale come anche piazza Prešeren. 

## Descrizione
La strada collega piazza Prešeren con piazza del Congresso.